# Hygroplasta continctella
Hygroplasta continctella är en fjärilsart som beskrevs av Walker 1864. Hygroplasta continctella ingår i släktet Hygroplasta och familjen Lecithoceridae. Inga underarter finns listade i Catalogue of Life.